# Российский теннисный тур

Эмблема РТТ

Российский теннисный тур или РТТ — это система соревнований по теннису среди различных возрастных групп, организованная Федерацией тенниса России.

## Общая информация
Тур официально создан 7 декабря 1999 года, имея своей целью унифицировать различные аспекты процесса организации и проведения соревнований по теннису в России, не входящих в серии, подконтрольные ITF, ATP и WTA. Регламент РТТ определяет правила создания календаря соревнований, систему счёта и рейтинга турниров, формы и процедуру подачи заявок на участие в турнире, возрастные группы, права и обязанности участников и другие стороны проведения турниров. Дополнительно регламентируются действия организаторов турнира, судейского состава, финансирование.
Управляющая организация тура: некоммерческое партнёрство «Российский теннисный тур» (НП РТТ) — включает в себя отдел управления турнирами, а также информационный и судейский отделы.
Категории турниров
Для турниров российского тура установлено шесть категорий, отражающих уровень соревнования. К первым трём категориям относятся соревнования федерального округа и всероссийские турниры; к четвёртой — чемпионаты и первенства субъектов страны; к пятой — турниры городского и районного уровня, а также первенства физкультурно-спортивных организаций; шестая категория зарезервирована за детскими турнирами (возрастная группа 9-10 лет). Также отдельно классифицированы соревнования РТТ по возрасту участников: 9-10 лет, до 13 лет, до 15 лет, до 17 лет, до 19 лет и группа «Взрослые» для игроков старше 18 лет. Теннисистам до девяти лет запрещено участвовать в любых соревнованиях под эгидой тура.
Турниры РТТ обычно проводятся в два этапа, при этом отборочный этап всегда производится по олимпийской системе в течение одного-двух дней, предшествующих основному турниру. Общая продолжительность состязания не превышает одной турнирной недели.
Турнирный статус игрока определяется системой классификационных очков. Количество набранных на момент подачи заявки на участие в соревновании классификационных очков влияет на включение игрока в тот или иной этап.
Этапами российского тура, среди прочих, являются личное и командной первенство России, кубок России, турниры на приз областей, республик и крупных городов России.
Победители личного чемпионата России 2015 года среди взрослых
| Категория                | Победитель                                       |
| ------------------------ | ------------------------------------------------ |
| Женский одиночный разряд | Анна Калинская (Москва)                          |
| Мужской одиночный разряд | Алексей Ватутин (Волгоград)                      |
| Женский парный разряд    | Ксения Лыкина (Казань) Полина Монова (Уфа)       |
| Мужской парный разряд    | Иван Гахов (Россия) Евгений Тюрнев (Балашиха)    |
| Смешанный парный разряд  | Алёна Тарасова (Москва) Виктор Балуда (Балашиха) |

Совместные турниры с ATP, WTA и ITF
В сезоне-2014 российская часть международного теннисного календаря представлена во всех сериях: в рамках основного тура ATP и премьер-серии WTA проводится московский Кубок Кремля; в рамках младшей серии ATP играется турнир в Казани; в рамках протура ITF у мужчин проводится 10 соревнований серии «фьючерс» (4 — в Москве, 3 — в Казани, 2 — во Всеволожске и 1 — в Йошкар-Оле) и семь турниров у женщин (5 — 25-тысячников и 2 — 10-тысячника). Также Россия представлена в юниорских календарях ITF: в старший тур входят восемь соревнований от второй до пятой категории (самый известный из них — Кубок Озерова); совместно с европейским теннисным союзом проводятся четыре турнира в возрастной категории 12 и моложе, шесть — в категории 14 и моложе и шесть — в категории 16 и моложе (включая чемпионат Европы в этом возрасте).